# 楊陸榮
楊陸榮（?—?），字採南，江蘇青浦人。
康熙五十六年（1717年）撰成《三藩紀事本末》，此書奉清廷為正朔，視南明諸朝為僭號。另撰有《五代史記志疑》4卷。